# Isserpent
Isserpent é uma comuna francesa na região administrativa de Auvérnia-Ródano-Alpes, no departamento Allier. Estende-se por uma área de 26,89 km². Em 2010 a comuna tinha 557 habitantes (densidade: 20,7 hab./km²).